# Роды растений, названные в честь людей

Некоторые роды растений названы в честь людей. Названия таких родов иногда называют «мемориальными».

## Научное название рода
Научное название рода униномиально, то есть состоит из одного слова.
Кодексы биологической номенклатуры требуют, чтобы это слово было по форме «латинским», то есть написано буквами латинского алфавита и подчинялось правилам латинской грамматики. Название рода рассматривается как имя существительное в единственном числе и пишется с заглавной буквы.
Названия родов имеют очень разное происхождение — это и заимствования из классической латыни, и латинизированные слова из других языков (чаще всего — из древнегреческого). Нередко названием рода является слово, образованное от фамилии, имени или (как, к примеру, в случае с названием Paulownia) отчества.
В настоящее время в Международном кодексе ботанической номенклатуры закреплено положение, что новые таксоны растений не могут быть названы в честь лиц, не имеющих прямого отношения к ботанике, однако примерно до конца XIX века такие названия встречались: например, в 1804 году, в год коронации императора Наполеона, в честь него был назван род африканских растений Napoleonaea.

## Таблица родов
Для каждого рода указано:
- его научное название, а также автор (авторы) этих названий и год, в который это название было действительно обнародовано,
- русское название рода, а также краткая информация о жизненных формах растений, относящихся к этому роду, и их распространении,
- информация о человеке, в честь которого этот род назван.

Возможна прямая и обратная сортировка по любой из колонок.
| Оглавление |
| •• Abelia • Adansonia • Alberta • Albizia • Alstroemeria • Amherstia • Ammannia • Andreaea • Aristotelia • Artedia • Aubrieta • Avicennia • Banksia • Biebersteinia • Billbergia • Blancoa • Blumea • Bougainvillea • Bungea • Buxbaumia • Caesalpinia • Camellia • Chapmannia • Clausia • Commelina • Darwinia • Degeneria • Dioscorea • Eschscholzia • Fitzroya • Forsythia • Franklinia • Gagea • Galtonia • Gaultheria • Gerbera • Gesneria • Glehnia • Grindelia • Guizotia • Guzmania • Hatiora • Hookerochloa • Hoya • Josephinia • Jubaea • Kaempferia • Kalmia • Kniphofia • Koelreuteria • Kolkwitzia • Krasnovia • Kunzea • Lapageria • Lepechiniella • Lindmania • Linnaea • Lobelia • Magnolia • Malpighia • Mannagettaea • Minuartia • Monarda • Moraea • Murraya • Napoleonaea • Neobathiea • Neopallasia • Neoregelia • Noccaea • Osbeckia • Paulownia • Petrosimonia • Potaninia • Purshia • Puschkinia • Pyankovia • Rafflesia • Rudbeckia • Sieversia • Steudelella • Takakia • Takhtajania • Takhtajaniantha • Takhtajaniella • Thunbergia • Tillandsia • Torreya • Turnera • Tradescantia • Vahlia • Vallisneria • Vavilovia • Vriesea • Wahlenbergia • Welwitschia • Zenobia • Zingeria • Zinnia •• |

| Научное название                                        | Русское название | В честь кого род назван |
| ------------------------------------------------------- | --- | --- |
| Abelia R.Br. (1818)                                     | Абелия. Небольшие кустарники из Восточной Азии и Мексики с мелкими трубчатыми или воронковидными цветками. | Абель, Кларк (англ. Clarke Abel, 1780—1826), английский врач, ботаник, зоолог, исследователь флоры и фауны Китая, Индии, Индонезии. |
| Adansonia L. (1753)                                     | Адансония. Крупные деревья из Африки и Австралии, в том числе баобаб. | Адансон, Мишель (фр. Michel Adanson, 1727—1806), французский ботаник, путешественник, философ; один из основоположников естественной системы классификации растений; одним из первых применил математические методы в биологии. |
| Alberta E.Mey. (1838)                                   | Альберта. Деревья из Африки с красивыми трубчатыми цветками. | Альберт Великий, Альберт фон Больштедт (лат. Albertus Magnus, нем. Albert von Bollstädt, ок. 1193—1280), немецкий философ и теолог, автор трактатов о минералах, растениях и животных. |
| Albizia Durazz. (1772)                                  | Альбиция. Тропические деревья и кустарники; цветки — с очень длинными тычинками, собраны в шаровидные соцветия. | Альбицци, Филиппо (итал. Filippo degli Albizzi, первая половина XVIII века), итальянский натуралист из знатного рода Альбицци; привёз в 1740-х годах из Константинополя в Европу растение, позже ставшее известным под названием Albizia julibrissin.                                                                                  |
| Alstroemeria L. (1762)                                  | Альстрёмерия. Многолетние травы из Южной Америки с очень красивыми цветками. | Альстрёмер, Клас (швед. Clas Alströmer, 1736—1794), барон, шведский ботаник, промышленник и меценат, ученик Карла Линнея. |
| Amherstia Wall. (1826)                                  | Амхерстия. Листопадные деревья из Мьянмы с крупными цветками, похожими на орхидеи. | Амхерст, Сара (англ. Sarah Amherst, 1762—1838), женщина-натуралист, ботаник, исследователь флоры Гималаев, Индии, Мьянмы; графиня, жена английского государственного деятеля Уильяма Питта Амхерста (1773—1857). |
| Ammannia L. (1753)                                      | Амманния. Невысокие водные растения из озёр и болот Африки. | Амманн, Пауль (нем. Paul Ammann, 1634—1691), немецкий врач и ботаник; директор медицинского сада в Лейпцигском университете, автор работы по флоре окрестностей Лейпцига. |
| Andreaea Hedw. (1801)                                   | Андрея, или Андреа. Мелкие листостебельные мхи, образующие подушечки на скалах и камнях. Распространены по всей планете. | Андреэ, Иоганн Герхард Рейнхард (нем. Johann Gerhard Reinhard Andreae, 1724—1793), немецкий натуралист, химик, фармацевт; исследователь природы Германии и Швейцарии. |
| Aristotelia L'Hér. (1784)                               | Аристотелия. Невысокие кустарники с красными ягодами (у некоторых видов — в форме сердечка) из Новой Зеландии, Австралии, Чили и Аргентины.                                                                                     | Аристотель (греч. Αριστοτέλης, 384 до н. э. — 322 до н. э.), один из величайших учёных и философов Древней Греции, основоположник формальной логики, автор нескольких биологических трактатов. |
| Artedia L. (1753)                                       | Артедия. Зонтичные травянистые растения с белыми цветками; встречаются на Кипре, в Ливане, Израиле. | Артеди, Петер (швед. Peter Artedi, 1705—1735), шведский натуралист (ихтиолог, ботаник); друг Карла Линнея. |
| Aubrieta Adans. (1763)                                  | Обриета. Мелкие травы с красивыми цветками из Средиземноморья. | Обрие, Клод (фр. Claude Aubriet, 1651—1742), французский художник, работавший в жанре ботанической иллюстрации. |
| Avicennia L. (1753)                                     | Авиценния. Небольшие деревья с морских побережий Южного полушария. | Авиценна (Абу Али Хусейн ибн Абдаллах ибн Сина, перс. ابن سینا‎, 980—1037), персидский философ и врач. |
| Banksia L.f. (1782)                                     | Банксия. Деревья и кустаринки из Австралии с характерными соцветиями в виде длинных початков. | Банкс, Джозеф (англ. Sir Joseph Banks, 1st Baronet, 1743—1820), английский натуралист, ботаник, баронет. С 1778 года — Президент Лондонского королевского общества. |
| Bougainvillea Comm. ex Juss. (1789)                     | Бугенвиллея. Вечнозелёные кустарники (иногда деревья) из Южной Америки. Ценятся как комнатные и оранжерейные растения, в первую очередь из-за своих ярко окрашенных широких прицветников.                                       | Бугенвиль, Луи Антуан де (фр. Louis Antoine de Bougainville, 1729—1811), французский путешественник, руководитель первой французской кругосветной экспедиции, член Парижской Академии наук. |
| Biebersteinia Steph. ex Fisch. (1808)                   | Биберштейния. Многолетние травы, растущие на Кавказе, в Сибири, в Восточной Азии. | Биберштейн, Фёдор Кондратьевич (нем. Friedrich August Freiherr Marschall von Bieberstein, 1768—1826) — российский (немецкий) ботаник и зоолог; путешественник, исследователь флоры Крыма и Кавказа; основоположник шелководства в России.                                                                                              |
| Billbergia Thunb. (1821)                                | Бильбергия. Вечнозелёные эпифитные красивоцветущие растения, растущие на деревьях в Южной и Центральной Америке. | Бильберг, Густав Иоганн (швед. Gustaf Johan Billberg, 1772—1844), шведский ботаник, зоолог, юрист. |
| Blancoa Lindl. (1839)                                   | Бланкоя, или Бланкоа. Многолетние корневищные травы с колокольчатыми цветками из Западной Австралии. | Бланко, Франциско Мануэль (исп. Francisco Manuel Blanco, 1778—1845), испанский монах; ботаник, исследователь флоры Филиппин, автор первого труда о природе этой страны. |
| Blumea DC. (1833)                                       | Блюмея. Вечнозелёные кустарники и полукустарники из Азии и Австралазии. | Блюме, Карл Людвиг (нидерл. Karel Lodewijk Blume, нем. Carl Ludwig Blume, 1796—1862), голландский (немецкий) ботаник, исследователь флоры Индонезии; профессор природоведения, директор государственного гербария Лейденского университета.                                                                                            |
| Bungea C.A.Mey. (1831)                                  | Бунгея. Многолетние травы из Закавказья и Средней Азии. | Бунге, Александр Андреевич (1803—1890), российский ботаник, исследователь флоры Алтая, Сибири, Приволжья, Китая, Ирана; профессор Дерптского университета. |
| Buxbaumia Hedw. (1801)                                  | Буксбаумия. Однолетние или многолетние мхи с сильно укороченным стеблем. | Буксбаум, Иоганн Христиан (нем. Johann Christian Buxbaum, 1693—1730), немецкий естествоиспытатель, исследователь Юго-Восточной Европы, Малой Азии и Кавказа, первый профессор ботаники и натуральной истории в Санкт-Петербургской Академии наук.                                                                                      |
| Caesalpinia L. (1753)                                   | Цезальпиния. Деревья и кустарники с красными и жёлтыми цветками из тропиков и субтропиков. | Чезальпино, Андреа, или Цезальпин (итал. Andrea Cesalpino, лат. Andreas Caesalpinus, 1519—1603), итальянский врач, естествоиспытатель и философ; создатель первой детально проработанной системы классификации в ботанике. |
| Camellia L. (1753)                                      | Камелия. Азиатские по происхождению деревья и кустарники, многие с очень декоративными цветками; к этому роду принадлежит чай (Camellia sinensis).                                                                              | Камел, Георг Йосеф (нем. Georg Joseph Kamel, лат. Georgius Iosephus Camellus, 1661—1706), иезуит-миссионер, ботаник чешского (немецкого) происхождения; исследователь флоры Филиппин. |
| Chapmannia Torr. & A.Gray (1838)                        | Чапмения. Деревья из Азии, Африки и Америки. Большинство видов — эндемики острова Сокотра. | Чапмен, Алван Уэнтуорт (англ. Alvan Wentworth Chapman, 1809—1899), американский врач и ботаник-любитель XIX века. |
| Clausia Korn.-Trotzky (1839)                            | Клаусия, или Железница. Многолетние травы, распространённые в Евразии. Род близок к роду Вечерница (Hesperis). | Клаус, Карл Карлович (нем. Karl Ernst Klaus, 1796—1864), российский химик, фармацевт, ботаник. Профессор Казанского университета, исследователь флоры Заволжья; автор трудов по химии металлов платиновой группы, первооткрыватель химического элемента рутения.                                                                       |
| Commelina [Plum. L. (1753)                              | Коммелина. Американские и австралийские травянистые растения, часто с ползучим стеблем. Цветки мелкие, с тремя лепестками, обычно синего цвета.                                                                                 | Коммелин, Ян (нидерл. Jan Commelijn (Commelin), 1629—1692), один из основателей ботанического сада Hortus Botanicus Amsterdam, — и его племянник Коммелин, Каспар (нидерл. Caspar (Casparus) Commelijn (Commelin), 1667—1731), с 1696 года директор этого сада.                                                                        |
| Darwinia Rudge (1816)                                   | Дарвиния. Австралийские вечнозелёные кустарники до 3-х метров выстой, с часто посаженными линейными супротивными листьями. | Дарвин, Эразм (англ. Erasmus Darwin, 1731—1802), английский натуралист, дед эволюциониста Чарльза Дарвина и антрополога Фрэнсиса Гальтона. |
| Degeneria I.W.Bailey & A.C.Sm. (1942)                   | Дегенерия. Невысокие деревья с островов Фиджи. Зародыш дегенерии замечателен тем, что обычно он с тремя семядолями, изредка — с четырьмя. Этот род был назван «ботанической сенсацией XX века».                                 | Дегенер, Отто (англ. Otto Degener, 1899—1988), американский ботаник, исследователь флоры Тихого океана, один из лучших специалистов по флоре Гавайских островов; дегенерия была описана на основе материалов, собранных Дегенером на островах Фиджи в 1941 году.                                                                       |
| Dioscorea [Plum. L. (1753)                              | Диоскорея. Обширный род клубневых трав, распространённых большей частью в тропиках и субтропиках. Растения, известные под собирательным названием ямс, принадлежат к этому роду.                                                | Диоскорид, Педаний (лат. Pedanius Dioscorides, греч. Πεδανιος Διοσκοριδης), ок. 40 — ок. 90), древнеримский (древнегреческий) военный врач, фармаколог и натуралист, один из основоположников ботаники. |
| Eschscholzia Cham. (1820)                               | Эшшольция. Однолетние или многолетние травянистые растения с глубоко рассечёнными листьями и оранжевыми или красными цветками, распространённые на западе Северной Америки.                                                     | Эшшольц, Иоганн Фридрих фон (1793—1831), российский естествоиспытатель (врач, ботаник, зоолог), путешественник, участник кругосветного плавания на бриге «Рюрик» (1815—1818); профессор Дерптского университета. |
| Fitzroya Lindl. (1851)                                  | Фицройя. Хвойные деревья с юга Аргентины и Чили; в природе встречаются экземпляры высотой до 50 м, диаметром до 5 м и возрастом более трёх тысяч лет.                                                                           | Фиц Рой, Роберт (англ. Robert FitzRoy, 1805—1865), английский государственный деятель, гидрограф, метеоролог; генерал-губернатор Новой Зеландии (1843—1845). Известен также как капитан корабля «Бигль», на котором в 1831—1836 годах проходила кругосветная экспедиция с участием знаменитого учёного Чарльза Дарвина.                |
| Forsythia Vahl (1804)                                   | Форсайтия. Деревья и кустарники с красивыми жёлтыми цветами; один вид — с Балкан, остальные — из Восточной Азии. | Форсайт, Уильям (англ. William Forsyth, 1737—1804), английский (шотландский) садовод и ботаник, один из основателей Королевского садоводческого общества (англ. Royal Horticultural Society). |
| Franklinia Bartr. ex Marsh. (1785).                     | Франклиния. Род включает один вид Franklinia alatamaha, некрупное дерево, обитавшее в штате Джорджия. В природе не встречается с 1803 года, выращивается в культуре                                                             | Бенджамин Франклин (англ. Benjamin Franklin, 1706—1790), американский учёный и политический деятель, один из отцов-основателей США. |
| Gaga                                                    | 19 видов папоротника | Lady Gaga. |
| Gagea Salisb. (1806)                                    | Гусиный лук, или Гейджия. Низкорослые луковичные травы со звёздчатыми цветками; растут в умеренных областях Евразии, в Северной Африке.                                                                                         | Гейдж, Томас (англ. Thomas Gage, 1781—1820), английский ботаник-любитель, исследователь флоры Ирландии и Португалии. |
| Galtonia Decne. (1880)                                  | Гальтония. Подобные гиацинтам (Hyacinthus) луковичные многолетники из Южной Африки с красивыми воронковидными цветками. | Гальтон, Фрэнсис (англ. Francis Galton, 1822—1911), английский натуралист, исследователь флоры Южной Африки, географ, антрополог и психолог; один из создателей системы дактилоскопической регистрации. |
| Gaultheria L. (1753)                                    | Гаультерия, или Готьерия. Невысокие вечнозелёные кустарники, распространённые в Азии, Тихоокеанском регионе, в Северной и Южной Америке.                                                                                        | Готье, Жан-Франсуа (фр. Jean-François Gauthier (Gautier, Gaulthier, Gaultier), 1708—1756), французский врач и ботаник, один из первых исследователей флоры Канады; метеоролог, зоолог, минералог. |
| Gerbera L. (1758)                                       | Гербера. Многолетние травы из Африки и Азии. Цветки достигают 30 см в диаметре, многообразной окраски; похожи на цветки нивяника (Leucanthemum), остеоспермума (Osteospermum) и других «ромашек».                               | Гербер, Трауготт (нем. Traugott Gerber, 1710—1743), немецкий врач и ботаник, директор Аптекарского огорода (ботанического сада) в Москве в 1735—1742 гг., исследователь флоры Поволжья. |
| Gesneria L. (1753)                                      | Геснерия. Травянистые растения из Южной Америки. Многие виды — оранжерейные и комнатные растения. | Геснер, Конрад (нем. Conrad Gesner, 1516—1565). швейцарский учёный-энциклопедист; врач, ботаник, зоолог, минералог, филолог. |
| Glehnia F.Schmidt ex Miq. (1867)                        | Гления. Невысокие зонтичные растения с белыми цветками, растут на морских побережьях Дальнего Востока, Китая, Японии, Северной Америки.                                                                                         | Глен, Пётр Петрович (1837—1876), российский ботаник, систематик растений; путешественник, исследователь флоры Эстонии, Приамурья и Сахалина. |
| Grindelia Willd. (1807)                                 | Гринделия. Многолетние травянистые растения из Северной Америки, обладающие пряно-бальзамическим ароматом. | Гриндель, Давид Иероним (латыш. Dāvids Hieronīms Grindelis, 1776—1836), первый учёный-естествоиспытатель латышского происхождения, химик, фармацевт, ботаник и врач, член-корреспондент Петербургской академии наук. |
| Guizotia Cass. (1829)                                   | Гвизотия. Травянистые растения из Африки, с маслянистыми семенами. | Гизо, Франсуа Пьер Гийом (фр. François Pierre Guillaume Guizot, 1787—1874), французский историк и государственный деятель. |
| Guzmania Ruiz & Pav. (1802)                             | Гусмания, или Гузмания. Многолетние, большей частью эпифитные травянистые вечнозелёные растения из Южной и Центральной Америки. Популярные комнатные растения.                                                                  | Гусман, Анастасио (исп. Anastasio Guzmán, 17??—1807), испанский фармацевт, ботаник, зоолог, путешественник; исследователь флоры и фауны Южной Америки. |
| Hatiora Britton & Rose (1915)                           | Хатиора. Эпифитные кактусы из тропических лесов Бразилии, суккулентные кустарнички со стеблями, состоящими из члеников; некоторые виды — популярные красивоцветущие комнатные растения.                                         | Хэрриот, Томас (англ. Thomas Harriot, 1560—1621), английский астроном, математик, этнограф, переводчик, путешественник; один из первых исследователей природы Северной Америки; считается, что именно он первым привёз в Англию и Ирландию картофель. Название рода Hariota — анаграмма его фамилии.                                   |
| Hookerochloa (Hook.f.) E.B.Alexeev (1985)               | Гукерохлоа. Злаки, подобные представителям рода Овсяница (Festuca); встречаются на острове Тасмания. | Гукер, Уильям Джексон (англ. William Jackson Hooker, 1785—1865), английский ботаник-систематик, первый директор Королевского ботанического сада Кью; — и его сын, Гукер, Джозеф Долтон (англ. Joseph Dalton Hooker, 1817—1911), английский ботаник и путешественник; создатель (вместе с Дж. Бентамом) системы классификации растений. |
| Hoya R.Br. (1810)                                       | Хойя. Лианы из Юго-Восточной Азии и Австралазии со звёздчатыми ароматными цветками, будто сделанными из воска. | Хой, Томас (англ. Thomas Hoy, 1750—1822), английский садовник и селекционер, с 1788 по 1809 год работавший у герцога Нортумберлендского, большей частью в оранжереях с тропическими растениями. |
| Josephinia Vent. (1804)                                 | Жозефиния. Травы из тропических областей Африки и Австралазии. | Жозефина (фр. Joséphine de Beauharnais, 1763—1814), французская императрица, жена Наполеона Бонапарта, урождённая Мари Роз Жозефа Таше де ла Пажери (фр. Marie Rose Joseph Tascher de La Pagerie); она страстно увлекалась ботаникой и садоводством, по её распоряжению при дворце Мальмезон был организован ботанический сад.         |
| Jubaea Kunth (1815)                                     | Юбея. Пальмы высотой до 20 м и диаметром до 1 м, распространённые на побережье Чили. Плоды и сахаристый сок используются в пищу.                                                                                                | Юба II (Juba, родился в 52—50 г. до н. э., умер в 23 г. до н. э.)) — античный царь Мавретании. Интересовался ботаникой, написал книгу о молочае, найденном в Атласских горах. |
| Kaempferia L. (1753)                                    | Кемпферия. Корневищные многолетники из азиатских и африканских тропиков с пахучими листьями и цветками. | Кемпфер, Энгельберт (нем. Engelbert Kämpfer, 1651—1716), немецкий путешественник и натуралист. |
| Kalmia L. (1753)                                        | Кальмия. Невысокие вечнозелёные красивоцветущие кустарники из Северной Америки; некоторые виды — популярные садовые растения.                                                                                                   | Кальм, Пер (фин. Pietari Kalm, швед. Pehr Kalm, 1716—1779), финский (шведский) ботаник, ученик Карла Линнея; совершил путешествие в Северную Америку, занимался культивированием североамериканских растений в Европе. |
| Kniphofia Moench (1794)                                 | Книпхофия. Многолетники из Южной и Восточной Африки с длинными цветоносами. Соцветия нередко двуцветны: например, наполовину оранжевые, наполовину жёлтые.                                                                      | Книпхоф, Иоганн Иероним (нем. Johann Hieronymus Kniphof, 1704—1763), немецкий врач и ботаник, ректор университета Эрфурта. |
| Koelreuteria Laxm. (1772)                               | Кёльрейтерия. Невысокие листопадные деревья из сухих долин Восточной Азии с перистыми листьями и пирамидальными соцветиями. | Кёльрейтер, Йозеф Готлиб (нем. Joseph Gottlieb Kölreuter, 1733—1806), немецкий ботаник и зоолог, одним из первых занимался опытами по искусственной гибридизации растений. |
| Kolkwitzia Graebn. (1901)                               | Кольквиция. Листопадные кустарники из Китая, обильно цветущие весной бледно-розовыми трубчатыми цветками. | Кольквитц, Рихард (нем. Richard Kolkwitz, 1873—1956), немецкий ботаник, один из разработчиков первой системы показательных организмов для оценки степени загрязнения вод (1908). |
| Kosteletzkya C. Presl (1835)                            | Костелецкия. Многолетние травы и полукустарники с яркими соцветиями. Произрастают в Африке, Центральной и Северной Америке, в странах Средиземноморья и Западной Азии (в том числе, в Закавказье)                               | Костелецкий, Винсенц Франц (Vincenz-Franz Kosteletzký, 1801—1887), богемский ботаник, профессор медицинской ботаники в Праге. |
| Krasnovia Popov (1950)                                  | Красновия. Монотипный род многолетних травянистых растений семейства Зонтичные, произрастает в Средней Азии. | Краснов, Андрей Николаевич (1862—1914), российский географ и ботаник. |
| Kunzea Rchb. (1828)                                     | Кунцея. Небольшие вечнозелёные мелколистные кустарники из Австралии и Новой Зеландии; цветки — с большим числом пушистых тычинок.                                                                                               | Кунце, Густав (нем. Gustav Kunze, 1793—1851), немецкий ботаник, миколог, зоолог (энтомолог); профессор зоологии в Лейпцигском университете, директор Ботанического сада в Лейпциге. |
| Lapageria Ruiz & Pav. (1802)                            | Лапажерия. Лианы из чилийских лесов с крупными колокольчатыми или воронковидными цветками красной или белой окраски; национальный цветок республики Чили.                                                                       | Жозефина, французская императрица. См. Josephinia. |
| Lepechiniella Popov (1953)                              | Лепёхиниелла. Многолетние, реже однолетние или двулетние травы, эндемики Средней Азии. | Лепёхин, Иван Иванович (1740—1802), российский ботаник, путешественник и естествоиспытатель; академик Петербургской Академии наук. |
| Lindmania Mez (1896)                                    | Линдмания. Растения из семейства Бромелиевые (Bromeliaceae), иногда включаются в род Cottendorfia. | Линдман, Карл Аксель Магнус (швед. Carl Axel Magnus Lindman, 1856—1928), шведский натуралист и ботаник, автор книги «Bilder ur Nordens Flora». |
| Linnaea Gronov. (1753)                                  | Линнея. Стелющиеся вечнозелёные кустарнички, очень широко распространённые в северном полушарии, с парными розоватыми колокольчатыми цветками на тонких цветоносах.                                                             | Линней, Карл (швед. Carl von Linne, 1707—1778), шведский врач и натуралист, заложивший основы научной классификации живых организмов. Линнея была одним из его любимейших растений. |
| Lobelia L. (1753)                                       | Лобелия. Красивоцветущие травы и кустарники, распространённые по всему миру, большей частью — в Африке, в Южной и Северной Америке.                                                                                             | Л’Обель, Маттиас де (фр. Mathias de l’Obel (de Lobel, Lobelius), 1538—1616), фламандский врач и ботаник; королевский ботаник при дворе короля Англии Якова I. |
| Magnolia L. (1753)                                      | Магнолия. Деревья (иногда высотой до 30 м) и кустарники из Америки и Восточной Азии с красивыми крупными ароматными цветками.                                                                                                   | Маньоль, Пьер (фр. Pierre Magnol, 1638—1715), французский долиннеевский ботаник, ввёл в употребление категорию семейства и одним из первых пытался разработать естественную классификацию растений. |
| Malpighia L. (1753)                                     | Мальпигия. Вечнозелёные кустарники и деревья из Южной и Центральной Америки с характерными цветками с пятью лепестками на тонких ножках.                                                                                        | Мальпиги, Марчелло (итал. Marcello Malpighi, 1628—1694), итальянский биолог и врач, один из основателей микроскопической анатомии растений и животных. |
| Mannagettaea Harry Sm. (1933)                           | Маннагеттея. Крохотные травянистые растения-паразиты, встречающиеся в Саянах, Китае; большую часть жизни проводят под землёй.                                                                                                   | Бек, Гюнтер фон Маннагетта унд Лерхенау (нем. Günther von Mannagetta und Lërchenau Beck, 1856—1931) — австрийский (немецкий, чешский) ботаник, профессор Венского и Карлова университетов. |
| Minuartia L. (1753)                                     | Минуарция. Однолетние и многолетние травы из Северного полушария с узкими листьями и нитевидными стеблями. | Минуарт, Хуан (исп. Juan Minuart, 1697—1769), испанский фармацевт, аптекарь, химик и коллектор растений, корреспондент Карла Линнея, автор трудов о лекарственных растениях. |
| Monarda L. (1753)                                       | Монарда. Однолетние и многолетние травы из Северной Америки. | Монардес, Николас (исп. Nicolás Monardes, 1493—1588), испанский ботаник и врач, издавший в 1574 году книгу, в которой описывал новые растения, найденные в Америке. |
| Moraea Mill. ex L. (1762)                               | Морея. Клубнелуковичные многолетники из Южной Африки, похожие на ирис, с красивыми цветками. | Морея, Сара Элизабет (швед. Sara Elisabeth Moraea, 1716—1806), жена Карла Линнея, мать его семерых детей; и её отец, Мореус, Юхан Ханссон (швед. Johan Hansson Moraeus, 1672—1742), городской врач города Фалуна. |
| Murraya J.Koenig ex L. (1771)                           | Муррайя, или Муррея. Вечнозелёные кустарники и деревья из Индии и Юго-Восточной Азии с ароматной листвой; род, близкий к роду Цитрус (Citrus).                                                                                  | Муррей, Юхан Андреас (швед. Johan Andreas Murray, 1740—1791), шведский ботаник, ученик Карла Линнея. |
| Napoleonaea P.Beauv. (1804)                             | Наполеона. Деревья из Африки. Их цветки лишены лепестков, но имеют три круга стерильных тычинок, образующих венчиковидную структуру.                                                                                            | Наполеон I Бонапарт (фр. Napoléon Ier, 1769—1821), император Франции в 1804—1815 гг. |
| Neobathiea Schltr. (1925) [syn. Bathiea Schltr. (1915)] | Необатия. Орхидеи с белыми, зелёными или бело-зелёными цветками; растут во влажных лесах Мадагаскара и Коморских островов. | Перье-де-ла-Бати, Жозеф Мари Анри Альфред (фр. Joseph Marie Henry Alfred Perrier de la Bâthie, 1873—1958), французский ботаник, исследователь флоры Мадагаскара. |
| Neopallasia Poljakov (1955)                             | Неопалласия. Травы, растущие в Сибири и Восточной Азии, на Тибете; род, близкий к роду Полынь (Artemisia). | Паллас, Петер Симон. См. Petrosimonia |
| Neoregelia L.B.Sm. (1934)                               | Неорегелия. Травянистые растения с листьями, собранными в розетку; эпифиты; распространены в болотистых влажных тропических лесах Бразилии и Гвианы.                                                                            | Регель, Эдуард Людвигович (1815—1892), Эдуард Людвигович фон Регель, директор Петербургского ботанического сада. |
| Noccaea Moench (1802)                                   | Ноккея. Травы из Евразии и Северной Америки, в том числе декоративные и лекарственные. | Нокка, Доменико (итал. Domenico Nocca, 1758—1841), итальянский ботаник и аббат, директор ботанических садов в Мантуе и Падуе. |
| Osbeckia L. (1753)                                      | Осбекия. Кустарники, полукустарники и многолетние травянистые растения из тропической Западной Африки, а также из тропической и субтропической Азии.                                                                            | Пер Осбек (швед. Pehr Osbeck, 1723—1805), шведский ботаник и священник, один из «апостолов Линнея», участник экспедиции в Китай (1750—1752). |
| Paulownia Siebold & Zucc. (1835)                        | Павловния. Быстрорастущие листопадные деревья из Восточной Азии с плотными колосовидными соцветиями, похожими на соцветия наперстянки (Digitalis).                                                                              | Анна Павловна (1795—1865), Великая княжна, королева Нидерландов (1840—1849). Дочь российского императора Павла I, сестра императора Александра I. Очень редкий случай, когда название растению было дано по отчеству. |
| Petrosimonia Bunge (1862)                               | Петросимония. Однолетние низкорослые травы из Юго-Восточной Европы и Средней Азии. | Паллас, Петер Симон (нем. Peter Simon Pallas, 1741—1811), немецкий и российский учёный-энциклопедист, натуралист, путешественник; внёс большой вклад в мировую и российскую науку — биологию, геологию, филологию и этнографию. |
| Potaninia Maxim. (1881)                                 | Потаниния. Низкорослые кустарники с очень мелкими цветками из Монголии и Китая. | Потанин, Григорий Николаевич (1835—1920), русский путешественник, исследователь Сибири, Монголии, Китая, Тибета; географ, ботаник, этнограф, публицист, фольклорист. |
| Purshia DC. ex Poir. (1816)                             | Пуршия. Кустарники из западной части Северной Америки (распространены от Британской Колумбии до северной Мексики). | Пурш, Фредерик Трауготт (1774—1820) — американский натуралист немецкого происхождения, исследователь флоры США и Канады. |
| Puschkinia Adams (1805)                                 | Пушкиния. Луковичные растения, похожие на маленький гиацинт (Hyacinthus). Растут на Кавказе, в Иране, на Ближнем Востоке. | Мусин-Пушкин, Аполлос Аполлосович (1760—1805), русский химик и минералог, вице-председатель горной коллегии, член Лондонского королевского общества. |
| Pyankovia Akhani & E.H.Roalson (2007)                   | Пьянковия. Однолетнее растение солонцов и солончаков юга Восточной Европы и Центральной Азии. | Пьянков, Владимир Иванович (1954—2002) — российский фитофизиолог. |
| Rafflesia R.Br. (1821)                                  | Раффлезия. Растения-паразиты, у которых отсутствуют корни и стебли; встречаются в Юго-Восточной Азии, Индонезии и на Филиппинах; цветки некоторых видов достигает 1 м в диаметре.                                               | Раффлз, Томас Стэмфорд (англ. Thomas Stamford Bingley Raffles, 1781—1826), сэр, английский путешественник и государственный деятель, основатель Сингапура. В 1818 году он возглавлял экспедицию, во время которой в дождевых лесах Индонезии были обнаружены первые экземпляры представителей этого рода.                              |
| Rudbeckia L. (1753)                                     | Рудбекия. Однолетние или многолетние травы из Северной Америки; цветки похожи на цветки матрикарии (Matricaria), нивяника (Leucanthemum) и других «ромашек»; центральная часть корзинки обычно сильно выпуклая, тёмной окраски. | Рудбек, Улоф (старший) (швед. Olof Johannis Rudbeck d.ä., лат. Olaus Rudbeckius, 1630—1702), шведский врач, ботаник, ректор Уппсальского университета, — и его сын, Рудбек, Улоф (младший) (швед. Olof Olai Rudbeck d.y., лат. Olaus Rudbeckius, 1660—1740), врач, ботаник, орнитолог, один из учителей Карла Линнея.                  |
| Schivereckia Andrz. ex DC. (1821)                       | Шиверекия. Травянистые многолетники с прикорневыми листьями, собранными в розетки и подушковидной формой роста. Реликты ледникового периода на территории Русской равнины.                                                      | Шиверек, Свиберт Бурхарт (нем. Schivereck, Suibert (Swibert) Burkhart, 1742—1806) — австрийский химик и ботаник, с 1782 профессор Львовского университета, основатель ботанического сада университета. |
| Sieversia Willd. (1811)                                 | Сиверсия. Многолетние травы или полукустарнички, распространённые в Северном полушарии. Род, близкий к роду Гравилат (Geum). | Сиверс, Иоганн (нем. Johann August Carl Sievers, 1762—1795), немецкий фармацевт и коллектор растений, путешествовавший в 1790—1795 годах по Сибири и Монголии. |
| Steudelella Honda (1930)                                | Стеуделелла, или Штёйделелла. Азиатские однолетние ползучие злаки. | Штёйдель, Эрнст Готлиб (нем. Ernst Gottlieb von Steudel, 1783—1856), немецкий врач, ботаник; исследователь флоры Германии и Швейцарии, таксономист. |
| Takakia S.Hatt. & Inoue (1958)                          | Такакия. Мхи, встречающиеся в Азии и на Тихоокеанском побережье Северной Америки. Высота растений не превышает 1 см. Такакия имеет столь существенные отличия от других мхов, что её выделяют в отдельный класс.                | Такаки, Нориво (Noriwo Takaki, 1915—2006), японский ботаник (бриолог), исследователь бриофлоры Японских островов, первый президент Японского бриологического общества. |
| Takhtajania Baranova & J.-F.Leroy (1978)                | Тахтаджяния. Деревья и кустарники из дождевых горных лесов северной части Мадагаскара. | Тахтаджян, Армен Леонович (1910—2009), российский (советский, армянский) ботаник, академик РАН. Специалист в области систематики растений, создатель собственной системы классификации высших растений. |
| Takhtajaniantha Nazarova (1990)                         | Тахтаджянианта. Многолетние невысокие травы; встречаются на Кавказе, в Иране, на Ближнем Востоке. Род очень близок к роду Козелец (Scorzonera).                                                                                 | Тахтаджян, Армен Леонович. См. Takhtajania. |
| Takhtajaniella V.E.Avet. (1980)                         | Тахтаджяниелла. Род, выделенный из рода Бурачок (Alyssum). Низкорослые травы, растущие на Кавказе, с мелкими жёлтыми цветками.                                                                                                  | Тахтаджян, Армен Леонович. См. Takhtajania. |
| Thunbergia Retz. (1776)                                 | Тунбергия. Однолетние и многолетние красивоцветущие травы (иногда кустарники), распространённые на Мадагаскаре и в тропической Африке, а также в Южной Азии.                                                                    | Тунберг, Карл Петер (швед. Carl Peter Thunberg, 1743—1828), шведский учёный-натуралист, ученик Карла Линнея, исследователь флоры и фауны Южной Африки и Японии, «отец южноафриканской ботаники». |
| Tillandsia L. (1753)                                    | Тилландсия. Травянистые эпифитные вечнозелёные растения, распространённые в Северной и Южной Америке. | Тилландс, Элиас (швед. Elias Erici Tillandz, 1640—1693), финский учёный шведского происхождения, медик и ботаник, профессор медицины в Королевской академии Або; «отец финской ботаники». |
| Torreya Arn. (1838)                                     | Торрея. Вечнозелёные хвойные кустарники и деревья из Восточной Азии и Северной Америки. | Торри, Джон (англ. John Torrey, 1796—1873), американский ботаник, врач и химик, исследователь флоры США; первый профессиональный ботаник Нового света. |
| Turnera L. (1753)                                       | Тёрнера. Кустарники из Южной и Северной Америки; некоторые виды с древних времён используются как афродизиаки. | Тёрнер, Уильям (англ. William Turner, 1508—1568) — английский врач и ботаник, «отец английской ботаники». |
| Tradescantia L. (1753)                                  | Традесканция. Вечнозелёные травы из Южной и Северной Америки; многие виды — популярные комнатные растения. | Традескант, Джон, старший (англ. John Tradescant the Elder, ок. 1570—1638) — английский натуралист, садовод, ботаник и путешественник; первый учёный, исследовавший флору России. |
| Vahlia Thunb. (1782)                                    | Валия. Невысокие многолетние травы из Африки и Азии, нередко покрытые железистыми волосками. | Валь, Мартин (дат. Martin Vahl, 1749—1804), норвежский (датский) ботаник и зоолог, ученик Карла Линнея. |
| Vallisneria [P.Micheli] L. (1753)                       | Валлиснерия. Многолетние травянистые водные растения, растут в реках и озёрах. Распространены в тропиках и субтропиках всего света, некоторые виды встречаются и в регионах с умеренным климатом.                               | Валлиснери, Антонио (швед. Antonio Vallisneri, 1661—1730), итальянский биолог (ботаник, энтомолог, ветеринар), гидролог, геолог; профессор теоретической медицины в Падуе. |
| Vavilovia Fed. (1939)                                   | Вавиловия. Многолетние травянистые растения, эндемики Кавказа и Передней Азии. | Вавилов, Николай Иванович (1887—1943), российский и советский учёный-генетик, ботаник, селекционер, географ, академик АН СССР, АН УССР и ВАСХНИЛ. |
| Vriesea Lindl. (1843)                                   | Фризея, или Вриезия. Многолетние эпифитные травянистые растения из Южной и Центральной Америки. Популярные комнатные растения.                                                                                                  | Де Фриз, Виллем Хенрик (нидерл. Willem Hendrik de Vriese, 1806—1862), голландский врач и ботаник; исследователь флоры Юго-Восточной Азии. |
| Wahlenbergia Schrad. ex Roth (1821)                     | Валенбергия. Травянистые растения, встречающиеся почти по всему миру, но большей частью в Южном полушарии. Род близок к роду Колокольчик (Campanula).                                                                           | Валенберг, Йёран (швед. Göran Wahlenberg, 1780—1851), шведский ботаник, профессор ботаники Уппсальского университета. |
| Welwitschia Hook.f. (1862)                              | Вельвичия. Реликтовое растение из пустыней Намибии и Анголы. Представляет собой короткий ствол с двумя длинными листьями, лежащими на поверхности почвы.                                                                        | Вельвич, Фридрих Мартин Йозеф (нем. Friedrich Martin Josef Welwitsch, 1806—1872), австрийский (словенский) врач, ботаник и путешественник, открывший в 1860 году это растение на юге Анголы. |
| Zenobia D.Don (1834)                                    | Зеновия. Листопадные кустарники с юго-запада США, цветущие красивыми небольшими колокольчатыми цветками; род, близкий к роду Подбел (Andromeda).                                                                                | Зеновия (Зенобия) Септимия (лат. Zenobia Septimia, араб. زنوبيا‎, 240—после 274), царица Пальмиры, славившаяся своей красотой и образованностью. |
| Zingeria P.A.Smirn. (1946)                              | Цингерия. Однолетние злаки, распространённые на Нижней Волге, Кавказе, в Румынии и Передней Азии. | Цингер, Василий Яковлевич (1836—1907), российский математик, ботаник и философ, заслуженный профессор Императорского Московского университета, президент Московского математического общества. |
| Zinnia L. (1759)                                        | Цинния. Однолетние или многолетние травы (реже полукустарники) из Мексики; некоторые виды — популярные садовые растения. | Цинн, Иоганн Готтфрид (1727—1759), немецкий ботаник и фармаколог, директор ботанического сада в Гёттингене. |

| •• Abelia • Adansonia • Alberta • Albizia • Alstroemeria • Amherstia • Ammannia • Andreaea • Aristotelia • Artedia • Aubrieta • Avicennia • Banksia • Biebersteinia • Billbergia • Blancoa • Blumea • Bougainvillea • Bungea • Buxbaumia • Caesalpinia • Camellia • Chapmannia • Clausia • Commelina • Darwinia • Degeneria • Dioscorea • Eschscholzia • Fitzroya • Forsythia • Franklinia • Gagea • Galtonia • Gaultheria • Gerbera • Gesneria • Glehnia • Grindelia • Guizotia • Guzmania • Hatiora • Hookerochloa • Hoya • Josephinia • Jubaea • Kaempferia • Kalmia • Kniphofia • Koelreuteria • Kolkwitzia • Krasnovia • Kunzea • Lapageria • Lepechiniella • Lindmania • Linnaea • Lobelia • Magnolia • Malpighia • Mannagettaea • Minuartia • Monarda • Moraea • Murraya • Napoleonaea • Neobathiea • Neopallasia • Neoregelia • Noccaea • Osbeckia • Paulownia • Petrosimonia • Potaninia • Purshia • Puschkinia • Pyankovia • Rafflesia • Rudbeckia • Sieversia • Steudelella • Takakia • Takhtajania • Takhtajaniantha • Takhtajaniella • Thunbergia • Tillandsia • Torreya • Turnera • Tradescantia • Vahlia • Vallisneria • Vavilovia • Vriesea • Wahlenbergia • Welwitschia • Zenobia • Zingeria • Zinnia •• |